# Преступность в Армении

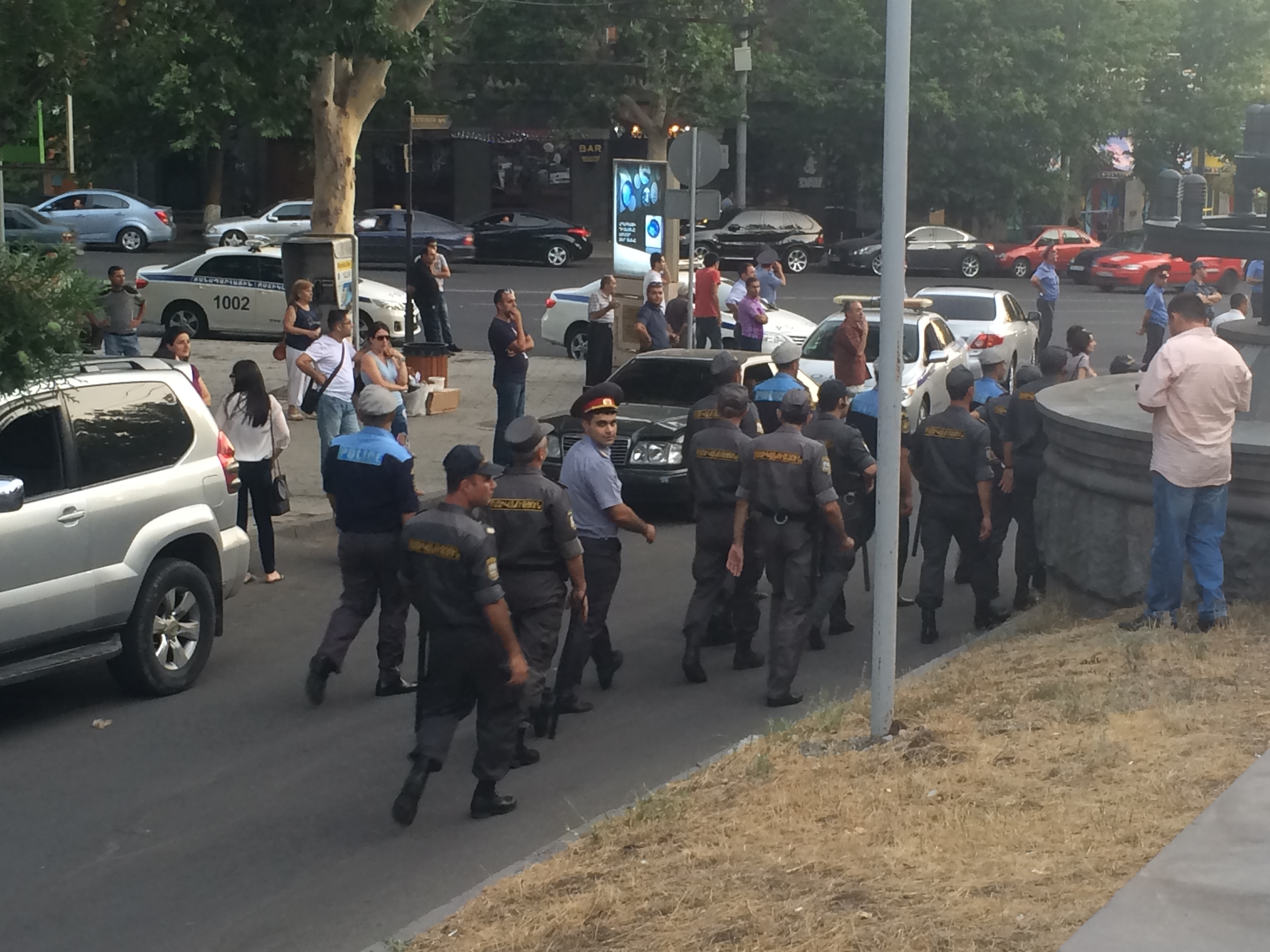
Армянская полиция в столице Ереван

Преступность в Армении многомерна. Сюда входят убийство, уклонение от уплаты налогов, коррупция, вымогательство, отмывание денег, жестокое обращение с полицией, организованная преступность и насилие в кланах или бандах.

## Преступление по категориям

### Убийство
В 2018 году в 38 случаях в Армении был зарегистрирован самый низкий уровень убийств за 38—40 лет.
В 2017 году в Армении было 49 случаев убийств (около 1,6 на 100 000 населения), по сравнению с 66 в 2016 году. Всего по различным уголовным делам погибло 409 человек (по сравнению с 424 в 2016 году), в том числе 202 — по причине преступлений, приведших к дорожно-транспортным происшествиям.
В 2012 году в Армении было совершено 54 убийства, и таким образом уровень убийств составил 1,8 на 100 000 человек.
| Год  | Убийств | Убийств               | Убийств | Убийств |
| Год  | Всего   | На 100 тыс. населения | Мужчин  | Женщин  |
| ---- | ------- | --------------------- | ------- | ------- |
| 1990 | 178     | 5,01                  | 155     | 23      |
| 1991 | 186▲    | 5,15▲                 | 156▲    | 30▲     |
| 1992 | 305▲    | 8,54▲                 | н/д     | н/д     |
| 1993 | 268▼    | 7,76▼                 | 214     | 54      |
| 1994 | 157▼    | 4,67▼                 | 132▼    | 25▼     |
| 1995 | 116▼    | 3,51▼                 | 97▼     | 19▼     |
| 1996 | 114▼    | 3,48▼                 | 91▼     | 23▲     |
| 1997 | 100▼    | 3,08▼                 | 78▼     | 22▼     |
| 1998 | 93▼     | 2,90▼                 | 78▬     | 16▼     |
| 1999 | 90▼     | 2,84▼                 | 71▼     | 19▲     |
| 2000 | 91▲     | 2,91▲                 | 65▼     | 26▲     |
| 2001 | 88▼     | 2,85▼                 | 70▲     | 18▼     |
| 2002 | 69▼     | 2,26▼                 | 49▼     | 20▲     |
| 2003 | 76▲     | н/д                   | 65▲     | 11▼     |
| 2004 | 83▲     | 2,75                  | 61▼     | 22▲     |
| 2005 | 58▼     | 1,93▼                 | 47▼     | 11▼     |
| 2006 | 79▲     | 2,64▲                 | 53▲     | 26▲     |
| 2007 | 77▼     | 2,59▼                 | 64▲     | 13▼     |
| 2008 | 87▲     | 3,28▲                 | 71▲     | 26▲     |
| 2009 | 87▬     | 3,29▲                 | 72▲     | 25▼     |
| 2010 | 56▼     | 1,91▼                 | 46▼     | 10▼     |
| 2011 | 71▲     | 2,43▲                 | 52▲     | 19▲     |
| 2012 | 65▼     | 2,22▼                 | 46▼     | 19▬     |
| 2013 | 63▲     | 2,16▼                 | 44▼     | 19▬     |
| 2014 | 72▲     | 2,46▲                 | 52▲     | 20▲     |
| 2015 | 75▲     | 2,57▲                 | 54▲     | 21▲     |
| 2016 | 87▲     | 2,98▲                 | 69▲     | 14▼     |
| 2017 | 70▼     | 2,40▼                 | 59▼     | 11▼     |
| 2018 | 50▼     | 1,72▼                 | 39▼     | 11▬     |
| 2019 | 73▲     | 2,51▲                 | 63▲     | 10▼     |
| 2020 | 52▼     | 1,80▼                 | 36▼     | 16▲     |
| 2021 | 61▲     | 2,13▲                 | 47▲     | 14▼     |
| 2022 | н/д     | н/д                   | н/д     | н/д     |
| 2023 | н/д     | н/д                   | н/д     | н/д     |

### Организованная преступность
Организованная преступность пронизывает экономику Армении. В Ереване существуют организованные преступные кланы, известные как «ахпрутюны» (по-армянски: ախբերություն, или братства). Они устанавливают свою власть через их положение и связи. Участники руководствуются законами о преступном мире, заимствованными из российских тюрем.

### Коррупция
В 2017 году было зарегистрировано 634 уголовных дела, связанных с коррупцией, что привело к уголовному преследованию 376 человек.
Программа развития ООН в Армении рассматривает коррупцию в Армении как «серьёзный вызов её развитию».

### Домашнее насилие
Исследование Amnesty International, проведённое в 2008 году, показало, что более четверти женщин в Армении «столкнулись с физическим насилием со стороны мужей или других членов семьи». Поскольку сообщения о бытовом насилии подвергаются сильной стигматизации в армянском обществе, у многих женщин нет выбора, кроме как оставаться с мужем.
В январе 2018 года Армения подписала Конвенцию Совета Европы о предотвращении и борьбе с насилием в отношении женщин и домашним насилием. Армения также подписала Конвенцию о ликвидации всех форм дискриминации женщин.

### Защита окружающей среды
В 2017 году было зарегистрировано 885 случаев нарушения законодательства об охране окружающей среды, в результате чего требовалась компенсация в размере 3,346 млрд драмов.
В 2018 году правительство Армении и Европейский союз запустили совместный план действий по разработке и реализации политики, которая обеспечит высокий уровень защиты окружающей среды в Армении.

## По городам

### В Ереване
| Год     | Год                   | 2004 | 2005 | 2006 | 2007 | 2008 | 2009 | 2010 | 2011 | 2012 | 2013 | 2014 | 2015 | 2016 | 2017 |
| ------- | --------------------- | ---- | ---- | ---- | ---- | ---- | ---- | ---- | ---- | ---- | ---- | ---- | ---- | ---- | ---- |
| Убийств | Всего                 | 34   | 20   | 28   | 33   | 41   | 37   | 26   | 26   | 25   | 22   | 27   | 29   | 34   | 23   |
| Убийств | На 100 тыс. населения | 3,1  | 1,8  | 2,6  | 3,1  | 3,8  | 3,5  | 2,4  | 2,4  | 2,4  | 2,1  | 2,5  | 2,7  | 3,2  |      |

В 2017 году в Ереване было зарегистрировано 10 219 уголовных дел, что составило около половины от 20 284 уголовных дел в Армении.

### В Гюмри
| Год     | 2010 | 2011 | 2012 | 2013 | 2014 | 2015 | 2016 | 2017 |
| ------- | ---- | ---- | ---- | ---- | ---- | ---- | ---- | ---- |
| Убийств | 2    | 2    | 3    | 2    | 5    | 9    | 8    | 4    |

### В Ванадзоре
| Год     | 2010 | 2011 | 2012 | 2013 | 2014 | 2015 | 2016 | 2017 |
| ------- | ---- | ---- | ---- | ---- | ---- | ---- | ---- | ---- |
| Убийств | 3    | 2    | 1    | 3    | 1    | 1    | 2    | 3    |